# Rolf Bolin
Rolf Hilarion Bolin, född 31 augusti 1923 i Solna, död 19 juli 2000 i Stockholm, var en svensk filmregissör, manusförfattare, klippare och sångtextförfattare. 
Efter gymnasieutbildning studerade Bolin reklam i Zürich 1947–1948. Han var anställd som copywriter hos Wilhelm Beckman Propaganda 1947–1950. Bolin var verksam i egen regi som bl.a. tidskriftsredaktör 1950–1954. Därefter blev han anställd på AB Centralfilm i Stockholm från 1954. Rolf Bolin är begravd på Danderyds kyrkogård.

## Filmmanus
- 1957 – Varför mera mjölk (kortfilm)
- 1974 – En sluten värld (kortfilm)